# Joseph Merlot
Joseph Merlot (Seraing, 14 september 1886 - 31 januari 1959)  was een Belgisch politicus en minister voor de POB.

## Levensloop
Merlot was de beheerder van het Maison du Peuple van Seraing.
Voor de POB en vervolgens de PSB was hij van 1911 tot 1952 gemeenteraadslid van Seraing, waar hij van 1912 tot 1921 schepen van 1921 tot 1947 burgemeester was. Bovendien zetelde hij van 1924 tot 1958 in opvolging van Célestin Demblon voor het arrondissement Luik in de Kamer van volksvertegenwoordigers.
Tijdens de Tweede Wereldoorlog was hij actief in het verzet en werd in 1943 opgepakt door de Gestapo en naar Nordhausen gedeporteerd. Na de Tweede Wereldoorlog werd hij een der leidende figuren van de Waalse Beweging en was voorzitter van het Waals nationaal congres.
Merlot was bovendien minister van Openbare Werken en Opslorping van de Werkloosheid (1936-1938), van Binnenlandse Zaken en Volksgezondheid (1938-1939 en 1946), van Begroting (1946-1948) en van Algemeen Bestuur en Pensioenen (1948-1949). Als militant van de Waalse Beweging was hij van 1945 tot aan zijn dood in 1959 ook de voorzitter van de permanente comité van het Waals Nationaal Congres.
In 1945 werd Joseph Merlot benoemd tot minister van Staat.
Hij was de vader van PSB-politicus Joseph-Jean Merlot.